# 格雷格·坎普
格雷戈里·迪恩·坎普（英語：Gregory Dean Camp，1967年4月2日—）是一名美國吉他手、作曲家和主唱。他最為人熟知的身份是搖滾樂隊破嘴合唱團的創始成員之一，曾多次（1994年—2008年、2009年—2011年、2014年、2018年—2019年）擔任吉他手和歌曲創作人。坎普是樂隊的主要詞曲作者，他的歌曲使樂隊一炮而紅，獲得無數獎項，並發行了多張白金唱片。2008年，坎普離開破嘴合唱團，並一直活躍在作曲家和音樂製作人的崗位上，不過他也會定期回歸破嘴合唱團。坎普目前是The Defiant樂隊的成員。

## 生平
坎普出生於加利福尼亞州西科維納，曾就讀於聖荷西的林布魯克高中。在加入破嘴合唱團之前，他從1980年代起就是加州搖滾樂壇的音樂家。他曾是包括Gents在內的幾支樂隊的成員，當時史蒂夫·哈維爾和凱文·科爾曼（Kevin Coleman）找到他組建一支新樂隊。坎普拒絕了，但哈維爾和科爾曼堅持不懈，包括一上午敲打坎普的公寓窗戶進行騷擾，直到坎普同意看看他們寫的歌。不久後，他們組建了破嘴合唱團。
坎普創作了破嘴合唱團在1990年代後期和2000年代初期最令人難忘的歌曲，包括〈Walkin' on the Sun〉、〈All Star〉和〈Then the Morning Comes〉。坎普的歌曲〈Heave-Ho〉講述了他在聖荷西聖里奧社區的生活經歷。他從1994年共同創建樂隊開始擔任樂隊的吉他手和伴唱，直到2008年夏天離開，不過他也會定期回歸樂隊。
離開破嘴合唱團後，坎普在Bar/None Records唱片公司發行了一張個人專輯《Defektor》。《吉他玩家》寫道，這張專輯「將你所喜愛的復古吉他音色、折磨人的Farfisa、60年代兄弟會搖滾主唱和史詩般的莫里康內式音效交織在一起。」
2009年6月，坎普與破嘴合唱團一起舉辦了幾場演唱會，但後來再也沒有加入該樂隊。他還在聖塔克魯茲搖滾樂隊The Maids of Honor和洛杉磯The Selectrics擔任吉他手和歌手。坎普目前在洛杉磯擔任歌曲作者和製作人。
2023年3月，坎普宣布與The Mighty Mighty Bosstones樂隊的迪基·巴列特以及後裔樂團、流浪犬合唱團和布里格斯樂隊的成員共同創建The Defiant樂隊。他們的首張專輯將於2023年初發行。

## 外部連結
- 格雷格·坎普在互联网电影资料库（IMDb）上的資料（英文）
- 格雷格·坎普在Allmusic上的頁面